# 伊藤農園
株式会社伊藤農園（いとうのうえん）は和歌山県有田市宮原町に本社を置く食品メーカー。柑橘類の生産・加工・小売りまでを手掛ける6次産業に取り組んでいる。 同社は業務用柑橘原料の取り扱い・製造も行っており、種類は約15種もの柑橘を取り扱う（季節により異なる）。 近年では農薬散布用ドローンを導入しIT機器を活かした取り組みを行っている。

## 沿革
1897年創業のミカン問屋で、ミカンの栽培も行っていた。しかし農協が勢力を伸ばすと卸の役割は低下したため、1985年からはミカンのジュース加工を開始、独自の研究で雑味を抑えた製法を開発した。2009年にはセブン-イレブンとの取引も始まり、法人化が取引条件だったため農園は株式会社に移行した。フランス、オランダ、香港、シンガポールなどへの輸出も行っている。
2016年には元ミカン農家が使用していた築100年の建物を買い取り改装、初の直売店「みかんの木」を開店した。
- 1897年（明治30年） 青果卸売問屋「船林（ふなりん）」を創業[6]。
- 1987年（昭和62年） 屋号を伊藤農園とする。柑橘のジュースを発売開始。
- 2009年（平成21年） 法人化。株式会社伊藤農園となる。
- 2016年（平成28年） みかん蔵を改装した直営ショップ「みかんの木」をオープン[7]。

## 商品
- 100%ピュアジュース みかんしぼり
- ピュアフルーツ寒天ジュレ
- 素材そのままマーマレード
- 有田みかんサイダー[8]
- 手しぼり100%ピュアジュース（みかん）[9]